# Challenger de Bérgamo 2022
El torneo Trofeo Faip–Perrel 2022 fue un torneo de tenis perteneció al ATP Challenger Tour 2022 en la categoría Challenger 80. Se trató de la 17.ª edición, el torneo tuvo lugar en la ciudad de Bérgamo (Italia), desde el 31 de octubre hasta el 6 de noviembre de 2022 sobre pista dura bajo techo.

## Jugadores participantes del cuadro de individuales
| Favorito | País                                  | Jugador           | Rank1 | Posición en el torneo |
| -------- | ------------------------------------- | ----------------- | ----- | --------------------- |
| 1        | Bandera de Polonia                    | Kamil Majchrzak   | 82    | Primera ronda         |
| 2        | Bandera de Portugal                   | Nuno Borges       | 95    | Semifinales           |
| 3        | Bandera de la República Popular China | Zhizhen Zhang     | 97    | Segunda ronda         |
| 4        | Bandera de Francia                    | Grégoire Barrère  | 110   | Primera ronda         |
| 5        | Bandera de los Países Bajos           | Tim van Rijthoven | 112   | Primera ronda         |
| 6        | Bandera de República Checa            | Tomáš Macháč      | 115   | Primera ronda         |
| 7        | Bandera de Chile                      | Nicolás Jarry     | 116   | Primera ronda         |
| 8        | Bandera de España                     | Fernando Verdasco | 120   | Primera ronda         |

- 1 Se ha tomado en cuenta el ranking del 24 de octubre de 2022.

### Otros participantes
Los siguientes jugadores recibieron una invitación (wild card), por lo tanto ingresan directamente al cuadro principal (WC):
- Luca Nardi
- Giulio Zeppieri
- Tim van Rijthoven

Los siguientes jugadores ingresan al cuadro principal tras disputar el cuadro clasificatorio (Q):
- Altuğ Çelikbilek
- Cem İlkel
- Alibek Kachmazov
- Evgeny Karlovskiy
- Andrea Vavassori
- Otto Virtanen

## Campeones

### Individual Masculino
- Otto Virtanen derrotó en la final a  Jan-Lennard Struff, 6–2, 7–5

### Dobles Masculino
- Henri Squire /  Jan-Lennard Struff derrotaron en la final a  Jonathan Eysseric /  Albano Olivetti, 6–4, 6–7(5), [10–7]